# Fernando Calero
Fernando Calero Villa (ur. 14 września 1995 w Boecillo) – hiszpański piłkarz występujący na pozycji obrońcy w Espanyolu. Wychowanek Málagi, występował również w Realu Valladolid.